# Диксониевые
Dicksoniaceae  — семейство папоротников порядка Циатейные (Cyatheales).

## Роды
По информации базы данных The Plant List (на июль 2016) семейство включает 4 рода и 19 видов:
- Balantium
- Calochlaena
- Dicksonia — Диксония
- Lophosoria

По данным публикаций Корал (2006 и 2007 гг..) и Лехтонена (2011г.) семейство включает 3 рода и, примерно, 12 видов:
- Calochlaena Maxon, включает около 5 видов.
- Dicksonia L'Hér. — Диксония, включает, по меньшей мере, 7 видов.
- Lophosoria C.Presl, монотипный род, единственный представитель — Lophosoria quadripinnata (J.F.Gmel.) C.Chr.